# Economie esterne
Le economie esterne sono economie di scala che invece di riguardare una singola impresa riguardano un intero settore, e che apportano 3 vantaggi principali:
- la specializzazione dei fornitori

- "spillover" di conoscenza (acquisizioni di conoscenze tecnologiche dall'estero, tramite "listening point" costituiti da capitale umano in trasferta all'estero appunto)

- concentrazione del mercato del lavoro (recupero del capitale umano dall'estero tramite benefit/incentivi salariali)

Una particolare forma di economie esterne sono le economie di agglomerazione, dovute all'interazione di tipo collaborativo-competitivo che si instaura tra le unità produttive di cui si compone il tessuto produttivo locale. Se ne possono distinguere tre diverse tipologie:
- "economie relazionali di tipo transazionale" derivanti dalla possibilità di contenere i costi di transazione e creare reti di subfornitura che consentano di mantenere un elevato livello di flessibilità operativa e strategica;

- "economie relazionali di tipo competitivo" relative alla possibilità di beneficiare, sia pure indirettamente, dell'esperienza maturata dagli altri concorrenti, e di alcune risorse collettive, effetto diretto dell'agglomerazione, come l'atmosfera industriale, la qualificazione delle risorse umane, la presenza di servizi specializzati e la reputazione produttiva del territorio;

- "economie relazionali di tipo collaborativo" che vanno invece interpretate come i vantaggi derivanti dalla condivisione di iniziative collettive nel campo della ricerca, della formazione del personale e dell'azione politica.

Lo sviluppo di economie esterne (insieme anche a quelle interne, di scala e/o di apprendimento) porta all'ottenimento di rendimenti crescenti nel lungo periodo.